# Ceratonereis vaipekae
Ceratonereis vaipekae är en ringmaskart som först beskrevs av Gibbs 1972.  Ceratonereis vaipekae ingår i släktet Ceratonereis och familjen Nereididae. Inga underarter finns listade i Catalogue of Life.